# Etta Federn
Etta Federn-Kohlhaas (ur. 28 kwietnia 1883 w Wiedniu, zm. 9 maja 1951 w Paryżu), także Marietta Federn, Etta Federn-Kirmsse, Esperanza – pisarka, tłumaczka i edukatorka w przedwojennych Niemczech i wojennej Francji. W latach 20. i 30. XX wieku była zaangażowana w ruch anarchosyndykalistyczny w Niemczech i w Hiszpanii.

## Życiorys

### Rodzina
Wychowała się w zasymilowanej rodzinie żydowskiej w Wiedniu. Jej matką była malarka i sufrażystka Ernestine Spitzer, a ojcem dr. Salomon Federn, wybitny lekarz i pionier w monitorowaniu ciśnienia krwi.
Pierwszy z jej braci, Paul był psychoanalitykiem, wczesnym naśladowcą i współpracownikiem Zygmunta Freuda. Ekspert w dziedzinie psychologii ego i leczenia psychoz, piastował stanowisko wiceprezesa Wiedeńskiego Towarzystwa Psychoanalitycznego. Drugi brat, Walther, był ważnym dziennikarzem ekonomicznym w Austrii, zanim Hitler doszedł do władzy, natomiast trzeci z braci, Karl – prawnikiem, który po ucieczce do Wielkiej Brytanii zasłynął ze swoich anty-marksistowskich pism.
Jej siostra, Else Federn, była pracownicą socjalną w Wiedniu, aktywną w Ruchu Osadników. W 2013 roku jednemu z parków w Wiedniu nadano jej imię.
Pierwszym mężem Etty Federn był Max Bruno Kirmsse, niemiecki nauczyciel dzieci upośledzonych umysłowo. Drugi związek małżeński zawarła z Peterem Paulem Kohlhaasem, ilustratorem. Miała dwóch synów, Hansa i Michaela, po jednym z każdego małżeństwa. Jej starszy syn, znany jako „Capitaine Jean” we francuskim ruchu oporu, został zamordowany przez francuskich kolaborantów w 1944 roku.

### Kariera
W Wiedniu i Berlinie Etta Federn studiowała historię literatury, filologię germańską i starożytną grekę. Tworzyła w wielu gatunkach, publikując artykuły, biografie (Dantego Alighieri i Christiane Vulpius), teksty literaturoznawcze i poezję. Napisała także powieść, która pozostała niepublikowana. Jako dziennikarka była krytyczką literacką Berliner Tageblatt. W 1927 roku opublikowała biografię Walthera Rathenaua, liberalnego ministra spraw zagranicznych Niemiec, pochodzenia żydowskiego, zamordowanego w pięć lat wcześniej przez antysemickich prawicowych terrorystów. Po publikacji tej książki, Federn stała się adresatką gróźb śmierci, wysuwanych przez nazistów.
W latach 20. Federn działała w części kręgu anarchistów, w tym Rudolfa Rockera, Mollie Steimer, Senya Fleshin, Emmy Goldman i Milly Witkop Rocker. Publikowała w różnych anarchistycznych gazetach i czasopismach związanych ze Związkiem Wolnych Robotników w Niemczech (w jęz. niem. skrót: FAUD).
W Berlinie Federn spotkała także kilku urodzonych w Polsce żydowskich poetów, którzy pisali w języku jidysz. W 1931 roku jej tłumaczenie zbioru wierszy Fischerdorf (Wioska rybacka) Abrahama Nahuma Stencla zostało pozytywnie ocenione przez Tomasza Manna, który podziwiał „namiętne poetyckie emocje” Stencla.
W 1932 roku opuściła Berlin, zdając sobie sprawę, że pod rządami nazistów nie będzie już mogła publikować swoich prac. Wraz z synami przeniosła się do Barcelony w Hiszpanii, gdzie dołączyła do ruchu anarchistycznego „Mujeres Libres” (Wolne Kobiety), który prowadził dla kobiet ośrodki położnicze, przedszkola oraz kursy czytania i pisania. Nauczyła się hiszpańskiego i została dyrektorką czterech postępowych szkół w mieście Blanes, kształcących zarówno nauczycieli, jak i dzieci w zakresie świeckich wartości i antymilitaryzmu. Począwszy od 1936 roku, opublikowała również szereg artykułów w kobiecym magazynie ruchu, zwanym także Mujeres Libres.
Podobnie jak wiele kobiet anarchistek, wierzyła w znaczenie umiejętności czytania i pisania dla kobiet, kontroli urodzeń i wolności seksualnej oraz w siłę wykształconych kobiet, które mają być dobrymi matkami. Napisała: „Wykształcone matki opowiadają swoim dzieciom własne doświadczenia i cierpienia; intuicyjnie rozumieją ich uczucia i wypowiedzi. Są dobrymi wychowawczyniami, ponieważ są także przyjaciółkami dzieci, które wychowują”.
W 1938 roku, kiedy siły nacjonalistyczne Francisco Franco zbombardowały Barcelonę i odniosły zwycięstwo nad oddziałami republikańskimi, Federn uciekła do Francji, gdzie była przetrzymywana w obozach internowania jako cudzoziemska uchodźczyni. Wojnę spędziła w ukryciu w Lyonie, czasami w klasztorze, pracowała także jako tłumaczka dla francuskiego ruchu oporu. Ostatnie lata spędziła w Paryżu, częściowo wspierana przez krewnych ze Stanów Zjednoczonych. Ponieważ jej syn zginął jako bojownik ruchu oporu, otrzymała obywatelstwo francuskie.

## Twórczość (wybór)

### Biografie
- Christiane von Goethe: ein Beitrag zur Psychologie Goethes, 1916.
- Dante: ein Erlebnis für werdende Menschen, 1923.
- Walther Rathenau: sein Leben und Wirken, 1927.
- Mujeres de la Revoluciones, 1937 (wydane w języku niemieckim pod tytułem Etta Federn: Revolutionär auf ihre Art, Von Angelica Balabanoff bis Madame Roland, 12 Skizzen unkonventioneller Frauen, redakcja i tłumaczenie Marianne Kröger, 1997).

### Tłumaczenia
- H.C. Andersens Märchen, przekład z duńskiego, 1923 (wydanie wznowione w 1952).
- Shakespeare-Lieder, przekład z angielskiego, 1925.
- Wege der liebe: drei Erzählungen Aleksandry Kołłontaj, przekład z rosyjskiego, 1925 (wydanie wznowione w 1982).
- Gesichte, poezje Samuela Lewina, przekład z jidysz, 1928.
- Fischerdorf, poezje Abrahama Nahuma Stencla, przekład z jidysz 1931.
- Sturm der Revolution, poezje Saumyendranatha Tagore, przekład z języka bengalskiego, 1931.
- Anakreon, poezje Anakreonta, przekład ze starożytnej greki, 1935.